# Пак, Эстер
Эстер Пак (кор. 에스더 박, Esther Park; имя при рождении Ким Чомдон) — первая кореянка, ставшая врачом западной медицины; уделяла много сил благотворительности. Пак окончила школу Ихва, а затем получила степень доктора медицины в США. Вернувшись в Корею, она обучила множество женщин медицине и вылечила огромное количество пациенток.

## Биография
Ким Чомдон родилась 16 марта 1877 года (по другим данным — 16 марта 1876 или в 1879 году) в сеульском районе Чунгу, она была третьей в семье из четырёх дочерей. Отец Ким некоторое время работал с американскими миссионерами, его начальником был Генри Аппенцеллер; это повлияло на него и в 1886 году он отправил дочь учиться в школу Ихва. Ким была одной из первых студенток этого учебного заведения, однако родители разрешили ей учиться, поставив два условия: ей было запрещено ехать в США и покидать школу до брака. Ким хорошо училась, особенно хорошо ей давался английский язык, и когда школу посетила американская миссионерка Розетта Шервуд-Холл, Ким попросили поработать для неё переводчицей. Увидев, как Шервуд-Холл оперирует девочку с заячьей губой, считавшейся в Корее того времени неизлечимым недугом, Ким стала мечтать о медицинской карьере. Кроме того, Шервуд-Холл убедила Ким, что кореянки очень страдают от конфуцианских запретов, не позволяющих как следует их лечить: строгое разделение полов в обществе не допускало осмотра женщины мужчиной. Шервуд-Холл сама учила свою переводчицу психологии и основам ухода за пациентами.
Шервуд-Холл познакомила Ким с Пак Юсаном (кор. 박유산), работавшим с её мужем, и 24 мая 1893 года Ким Чомдон сочеталась с ним браком на первой в Корее западной свадебной церемонии. После свадьбы она взяла имя Эстер Пак, добавив к имени, под которым была крещена, фамилию мужа. В 1894 году Шервуд-Холл вернулась в Нью-Йорк, взяв с собой Эстер и Юсана. 
Эстер Пак окончила годичную школу в Нью-Йорке, где изучала латинский язык, физику и математику, а затем поступила в Балтиморский женский медицинский колледж (англ. Women’s Medical College of Baltimore). В 1900 году Пак отлично сдала все экзамены и стала доктором. Её муж поддерживал стремление Пак сделать медицину своей профессией, однако он умер в Нью-Йорке от туберкулёза, не дожив полгода до её выпускного. В США он работал на ферме, зарабатывая жене на образование.
После получения степени Пак вернулась в Корею и устроилась в первую в стране женскую больницу, «Погу-ёгван» (кор. 보구여관?, 保救女館?), находившуюся в Сеуле возле ворот Тондэмун. За 10 месяцев работы там доктор Пак помогла более чем 3000 пациенткам, после чего в 1901 году переехала в Пхеньян, где Шервуд-Холл в 1894 году открыла новую больницу. Пак много путешествовала по Корее, в том числе во время эпидемии холеры, помогая больным бесплатно. Помимо основной работы она также вела просветительскую и преподавательскую деятельность, обучив первое поколение корейских женщин-врачей. Пак читала публичные лекции, в которых подчёркивала важность санпросвета и образования для женщин, а также продвигала христианство.
13 апреля 1910 года Эстер Пак умерла от туберкулёза в возрасте 33 или 34 лет.

## Награды
28 апреля 1909 года во дворце Кёнхигун прошло большое торжество, посвящённое Эстер Пак и двум другим кореянкам, ставшим первыми в образовании: первой выпускнице американского университета со степенью бакалавра литературы, Ха Ранса, и первой кореянке-выпускнице японского вуза, Юн Чанвон (кор. 윤정원?, 尹貞媛?); его посетило около 7800 человек. Король Коджон вручил Пак серебряную медаль.
В 2006 году Корейская академия наук ввела Эстер Пак в Корейский зал славы науки и техники.
В 2008 году комитет выпускниц университета Ихва учредил медаль имени Эстер Пак, которой отмечает заслуги женщин, окончивших университет и ставших докторами.